# Indapamid
Indapamid (łac. Indapamidum) – organiczny związek chemiczny, lek moczopędny z grupy sulfonamidów hamujący resorpcję zwrotną elektrolitów.

## Właściwości i działanie
Ma właściwości bardzo zbliżone do hydrochlorotiazydu i, podobnie jak leki z grupy tiazydów, działa w końcowym korowym odcinku części wstępującej pętli Henlego oraz w początkowej części kanalika dalszego. Zatrzymanie w kanaliku sodu i wody następuje poprzez zahamowanie wchłaniania zwrotnego jonu chlorkowego. Następstwem są zwiększone wydalanie sodu, potasu i magnezu, oraz zatrzymanie wapnia.
Jego działanie hipotensyjne jest dodatkowo związane z hamowaniem transportu wapnia w komórkach mięśni gładkich, co daje efekt ich rozluźnienia i rozkurczenia naczyń krwionośnych.

## Farmakokinetyka
Różni się od hydrochlorotiazydu dłuższym czasem półtrwania, który wynosi od 14 do 18 godzin. Lek wiąże się z białkami osocza w 71-79%. Metabolizowany w wątrobie.

## Zastosowania
- nadciśnienie tętnicze pierwotne
- obrzęk wywołany zastoinową niewydolnością serca

## Interakcje i działania niepożądane
Interakcja farmakologiczna i działania niepożądane są podobne do występujących przy stosowaniu innych tiazydów. W związku z tym, że indapamid obniża poziom jodu związanego z białkami surowicy jest przeciwwskazany u chorych z zaburzeniami czynności tarczycy.

## Postaci handlowe
- Apo-Indap – tabletki powlekane
- Arifon SR – tabletki powlekane
- Diuresin SR – tabletki powlekane
- Fodrin – tabletki
- Indap – kapsułki
- Indapamide 1,5 mg SR Servier – tabletki powlekane
- Indapamide SR – tabletki
- Indapamidum Farmacom – tabletki
- Indapen – tabletki powlekane
- Indapen SR – tabletki
- Indapres – tabletki powlekane
- Indastad – tabletki
- Indipam SR – tabletki
- Indix SR – tabletki
- Ipres Long 1,5 – tabletki
- Natrilix SR – tabletki powlekane
- Previlex – tabletki powlekane
- Rawel SR – tabletki powlekane
- Tertensif SR – tabletki powlekane